# Odorrana indeprensa
Odorrana indeprensa é uma espécie de anfíbio anuro da família Ranidae. Está presente na Tailândia. A UICN classificou-a como vulnerável.